# Nathaniel Lee
Nathaniel Lee (1648?–1692), angol tragédiaíró. Lelkész fia volt, a cambridge-i kollégiumban tanult. Fiatalkoráról keveset tudunk, 1672-ben került egy londoni színtársulathoz. Mivel sikertelen volt, drámaírásba kezdett: 1674-ben írja Nero című tragédiáját. Bár Nero nem volt siker, a következő dráma, Sophonisba (1675) híressé tette, John Dryden is barátja lett. Együtt írták az Oedipus (1678) és a The Duke of Guise (Guise herceg, 1682) c. darabokat. Nagyon népszerű volt egy ideig, de Orániai Vilmos trónra lépése után liberális (azaz Whig) nézetei miatt mellőzték, két darabját, Lucius Junius Brutus-t és The Massacre of Paris-t nem is adták elő.
Lee egy komédiát is írt, de elsősorban tragédiáiról ismerik: legjobbak Sophonisba, Theodosius (1680), és A rivális királynők. Összesen tizenkét tragédiát írt, többségében ókori történelmi témát dolgozott fel.